# Берковець (одиниця маси)
Бе́рковець — давньоруська одиниця вимірювання маси, яка дорівнює 10 пудам ≈ 164 кг (точніше, 163,8 кг), що використовувалася до XX століття.За однією з гіпотез назва (раніше берковеськ, давньоруське бьрковьскъ — «бйорковський») походить від давньоруської назви старовинного шведського торгового міста Бйорко VIII—X століть на південному сході озера Меларен (Швеція).

## Використання
Початково використовувалась переважно для зважування воску та солі. Згадується в уставній грамоті новгородського князя Всеволода Мстиславича, виданій громаді купців-вощаників, які торгували воском і медом, при церкві Іоанна Предтечі на Опоках в Новгороді в 1134 році. Надалі зустрічається в новгородських та псковських літописах.
В Російській імперії ця одиниця використовувалася до введення метричної системи в 1918 році.
Берковцем іноді називали також і німецький шиффунт.
На сьогодні ця одиниця вимірювання представляє швидше історичний інтерес.